# Scythia aetnensis
Scythia aetnensis är en insektsart som beskrevs av Russo och Longo 1991. Scythia aetnensis ingår i släktet Scythia och familjen skålsköldlöss.
Artens utbredningsområde är Italien. Inga underarter finns listade i Catalogue of Life.